# Kressbronn am Bodensee
Kressbronn am Bodensee település Németországban, azon belül Baden-Württembergben. Lakosainak száma 8847 fő (2023. december 31.).

## Népesség
A település népessége az elmúlt években az alábbi módon változott:
| Lakosok száma | 6406 | 8159 | 8626 | 8720 | 8600 | 8829 | 8847 |
|               | 1975 | 2010 | 2017 | 2019 | 2021 | 2022 | 2023 |